# Amphipoea nictitans
Amphipoea nictitans là một loài bướm đêm trong họ Noctuidae.